# Bryograpta kogii
Bryograpta kogii är en fjärilsart som beskrevs av Shigero Sugi 1977. Bryograpta kogii ingår i släktet Bryograpta och familjen nattflyn. Inga underarter finns listade i Catalogue of Life.